# Avril 1895

## Événements

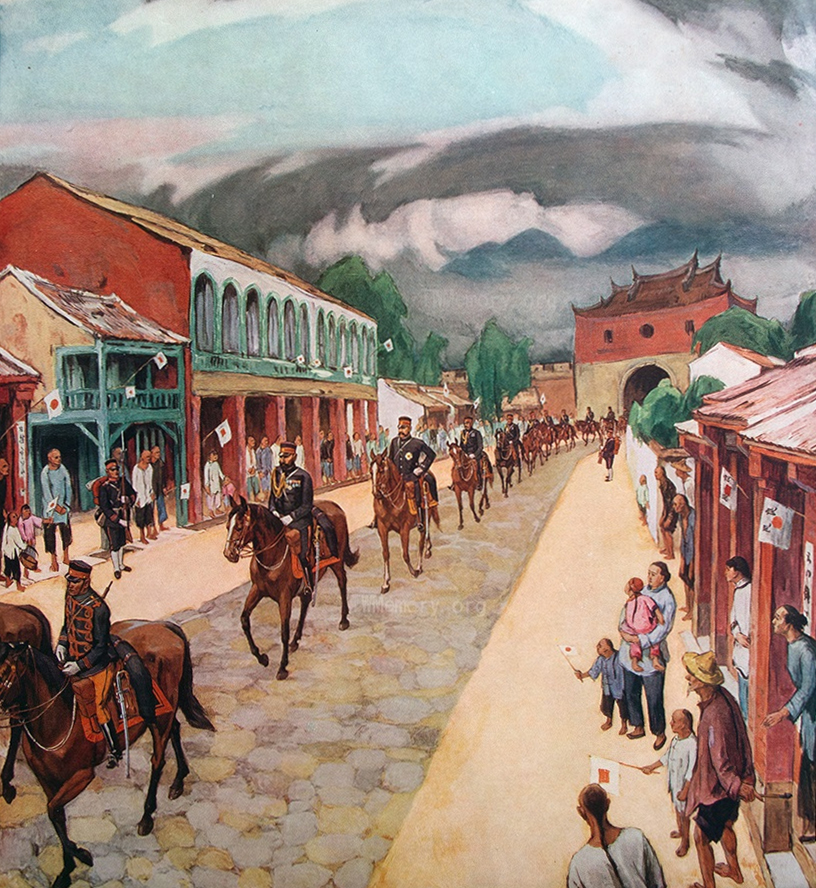
Entrée des forces japonaises à Taipei après le traité de Shimonoseki

- 1er avril[1] : des Pères blancs venus du Sénégal fondent la première mission du Mali à Ségou, puis s’installent à Kati.
- 15 avril (Inde) : création à Raigarhpour par des nationalistes du festival Swaf, destiné à soutenir l’esprit national et à libérer le pays des influences étrangères.
- 17 avril : traité de Shimonoseki, fin de la guerre sino-japonaise. Le Japon obtient Taïwan, les îles Pescadores, le Liaodong avec Port-Arthur et Dalian et la prééminence politique en Corée. La Chine s’engage à donner aux Japonais les mêmes droits de commerce et de navigation qu’aux Occidentaux.
- 23 avril : début de l'expédition de Madagascar

- 24 avril : Joshua Slocum entreprend en voilier le tour du monde en solitaire.
- 25 avril, France : rupture de la digue du réservoir de Bouzey dans les Vosges, 86 morts.
- 26 avril : Hermann Wissmann est nommé gouverneur de l’Afrique Orientale Allemande.

## Naissances
- 7 avril : Bert Wheeler, acteur américain  († 18 janvier 1968).
- 8 avril : Alberto, peintre et sculpteur espagnol († 12 octobre 1962).
- 14 avril : Mary Marquet, actrice française.
- 17 avril : Antonio Locatelli, aviateur, homme politique, écrivain, journaliste, peintre et dessinateur italien († 27 juin 1936).
- 19 avril : Anton Pieck, peintre et illustrateur néerlandais († 25 novembre 1987).
- 29 avril : Léon Savary, écrivain et journaliste suisse de langue française († 1968).
- 30 avril : Philippe Panneton, auteur.

## Décès
- 4 avril : Malcolm Alexander MacLean, premier maire de Vancouver.
- 14 avril : James Dwight Dana, géologue, minéralogiste et zoologiste américain.